# I Wonder Who’s Kissing Her Now
I Wonder Who’s Kissing Her Now ist ein Popsong, den Joe E. Howard, Harald Orlob (Musik), Will M. Hough und Frank R. Adams (Text) verfassten und 1909 veröffentlichten.
Das Songwriter-Team Howard, Orlob, Hough und Adams schrieb den Song für das Musical The Prince of Tonight.
Zu den Musikern, die den Song ab 1909 erfolgreich coverten, gehörten Billy Murray (#4, Victor 16476), Manuel Romain (#6, Edison Standard Record 10287) und  Perry Como & Ted Weems (Decca 25078) waren 1947 mit dem Song erneut in den US-Charts (#2), außerdem im selben Jahr Ray Noble and His Orchestra (#11),  The Dinning Sisters (#12). 1962 kam Emile Ford and the Checkmates  auf #43 der britischen Charts, Bobby Darin 1964 auf #93 der Billboard Hot 100. Auch Ray Charles (Swing Time, 1950), Danny Kaye, Harry Nilsson und Dean Martin coverten den Song. Der Diskograf Tom Lord listet im Bereich des Jazz insgesamt 73 (Stand 2015) Coverversionen, u. a. von Dick Robertson, Van Alexander, Frank Froeba, Billy Butterfield, Art Van Damme, Randy Brooks, Charlie Ventura, Eddie Brunner, Fred Clement, George Girard, Lyle Smith, Moe Wechsler, Max Morath, Joe Williams, George Lewis, Max Collie, Sammy Rimington  und Arne Bue Jensen.